# IHI原動機
IHI原動機（アイ・エイチ・アイげんどうき、IHI Power Systems Co., Ltd.）は、東京都千代田区外神田にある舶用・陸用・車両用のディーゼルエンジン・ガスタービン・Z型推進装置などの製造・販売を行うIHIグループの企業である。
旧・新潟鐵工所の原動機部門が前身であり、1919年（大正8年）の新潟鐵工所時代には、日本で初となる舶用ディーゼルエンジンを開発している。
また、2021年（令和3年）に新潟ニューエナジーNPS新潟発電所の譲渡を受け、IPS新潟発電所として発電事業も行っている。

## 沿革
- 2001年（平成13年）11月 - 新潟鐵工所が会社更生法の適用を申請。
- 2003年（平成15年）2月3日 - 新潟鐵工所の原動機事業を承継して新潟原動機株式会社 を設立。
- 2019年（令和元年）7月1日 - IHI本体の航空機転用型ガスタービンを主機とする発電プラント事業を分社化し新潟原動機へ継承。更にIHIの100%子会社であるディーゼルユナイテッドを吸収合併し社名を株式会社IHI原動機へ変更。
- 2021年（令和3年）11月1日 - 新潟ニューエナジーよりNPS新潟発電所を譲受。IPS新潟発電所に名称変更し、発電事業に参入[4]。
- 2022年（令和4年）11月1日 - 子会社として株式会社IPS相生を発足[5]。
- 2023年 (令和5年) 4月1日 - IHI原動機の2ストローク舶用大型エンジン「WinGD」と4ストロークディーゼルエンジン「S.E.M.T Pielstick」のライセンス及びその付随事業を子会社のIPS相生へ継承。同日IPS相生の全株式を三井E&Sへ譲渡し、社名を株式会社三井E&S DUに変更[5][6][7]。
- 2024年（令和5年）4月24日-  船舶用や陸上用のエンジンの燃費に関するデータを改ざんしていたと発表した。改ざんは国内の2工場で行われ、このうち新潟内燃機工場（新潟市）では1980年代後半に始まった可能性がある。データが確認できる2003年以降だけで国内外に出荷された計4361台に上り、納入先には海上保安庁やJR北海道が含まれている。内部告発により判明した。

## 取扱製品
ディーゼルエンジンは新潟鐵工所を端緒とする「ニイガタディーゼル」ブランドを擁している。過去にはIHI時代からの流れをくむ「DU-S.E.M.T.Pielstick」及び「DU-WinGD」も擁していたが、2023年4月に三井E&Sへ事業を譲渡している。なお旧新潟鐵工所もSEMTピルスティクとライセンス契約を結び、その後新潟原動機となってからも「新潟-S.E.M.T Pielstick」として事業を行っていたが、ディーゼルユナイテッドとの合併時にDUブランドに統合されている。
ガスタービンエンジンは新潟鐵工所と米国ソーラー社とのライセンス契約に基づく「ニイガタソーラーガスタービン」と、IHI独自開発の「IM270」及びゼネラル・エレクトリックとのライセンス契約に基づく「LMシリーズ」を擁する。なお、ガスタービンエンジンは発電用機関のみの取り扱いとなっている。

### 舶用エンジン
舶用主機関
- 低速ディーゼルエンジン
- 中速ディーゼルエンジン
- 高速ディーゼルエンジン
  - 16V20FX - 燃料に軽油だけでなくA重油も使用できる事から、MTU製の独壇場であった高速巡視船の主機関として多く採用されている。

発電用ディーゼルエンジン
多目的ディーゼルエンジン

### 陸用エンジン
非常用発電装置
- 非常用発電装置ディーゼルエンジン
- 非常用発電装置ガスタービン

常用発電装置
- 常用発電装置ディーゼルエンジン
- 常用発電装置ガスエンジン
- 常用発電装置ガスタービン

### 鉄道車両用エンジン
鉄道車両用ディーゼルエンジン
- DMF13HZ - 4ストローク横形直列6気筒ディーゼルエンジン
- DMF13HZA - 4ストローク横形直列6気筒ディーゼルエンジン

### Z型推進装置（Zペラ）
舶用 Z型推進装置”Zペラ”
- 舶用 Z型推進装置 固定ピッチプロペラ（FPP）
- 舶用 Z型推進装置 可変ピッチプロペラ（CPP）

### その他
- ガイスリンガー継手
- 発電監視装置 EDEN® PLⅢSYSTEM
- 集中監視システム NESTY
- 潤滑油清浄管理装置 ルブクリン

## 事業所

### 支店・営業所
- 北海道支店 - 北海道札幌市中央区
- 東北営業所 - 宮城県仙台市青葉区
- 新潟営業所 - 新潟県新潟市東区
- 名古屋営業所　- 愛知県名古屋市中区
- 大阪支店 - 大阪府大阪市中央区
- 九州支店 - 福岡県福岡市中央区
- 焼津営業所 - 静岡県焼津市
- 四国営業所 - 愛媛県今治市
- 長崎営業所 - 長崎県長崎市

### 生産センター
- 太田工場 - 群馬県太田市
- 新潟内燃機工場[2] - 新潟県新潟市東区
- 新潟鋳造工場[2] - 新潟県新潟市東区
- 新潟ガスタービン工場 - 新潟県北蒲原郡聖籠町（新潟トランシス本社事業所が同敷地内に所在）

## 関係会社
- ニコ精密機器株式会社 - 新潟県南魚沼市